# Hukvaldy
Hukvaldy település Csehországban, a Frýdek-místeki járásban. Hukvaldy Frýdek-Místek, Kateřinice, Příbor, Kopřivnice, Fryčovice, Kozlovice és Palkovice településekkel határos. Lakosainak száma 2175 fő (2024. január 1.).

## Népesség
A település lakosságának változását az alábbi diagram mutatja:
| Lakosok száma | 1862 | 1837 | 1829 | 1994 | 1995 | 1904 | 2024 | 2063 | 2143 | 2175 |
|               | 1869 | 1890 | 1921 | 1950 | 1980 | 2001 | 2017 | 2019 | 2022 | 2024 |